# Meeraugen
Als Meeraugen werden zwei kleine Wasserflächen auf der Saualpe in 1935 Meter Höhe in Kärnten bezeichnet. Es handelt sich dabei um sehr seichte Gewässer, die durch eiszeitliche Prozesse geformt und vom Typ Karseen sind.

## Etymologie und Sagen
Die Bevölkerung stellte sich in der Vergangenheit vor, dass die Wasserflächen mit dem Meer in Verbindung stünden. Die reizvolle Natur der Gewässer beflügelte ihre Phantasie und ergab den Nährboden für Sagen. Der Begriff Meeraugen wird auch für Bergseen auf den Karpaten verwendet sowie im Singular als Meerauge für einen eiszeitlichen See im Bodental in Kärnten.

## Großes Meerauge
Das Große Meerauge hat eine Oberfläche von etwa 3800 m² und ist durchschnittlich zwischen 20 und 30 cm tief. Die tiefste Stelle beträgt 50 cm. Das Große Meerauge wird im Westen von zwei oberirdischen Zuflüssen (Quellaustritte) mit einer Gesamtwasserführung von 0,1 bis 0,2 l/s gespeist. Östlich des Tümpels befindet sich ein oberirdischer Abfluss.

## Kleines Meerauge
Das Kleine Meerauge weist nur eine Tiefe zwischen 10 und 20 cm auf. Es besitzt keine erkennbaren oberflächlichen Zuflüsse und ist durch Schilf- und Wasserpflanzen verlandet; es hat nur etwa ein Drittel der Wasserfläche des Großen Meeresauges.

## Limnologische Erforschung
Am 31. Juli 1986 wurden die beiden Meeraugen gemeinsam mit dem Gertrusk-Tümpel von Wissenschaftlern des Limnologischen Instituts Kärnten untersucht und die Ergebnisse in Carinthia II publiziert. Dabei wurden relativ hohe Gesamt-Phosphor-Gehalte von 23 und 51 mg/l festgestellt. Infolge starker Pflanzenproduktion zeigten sich eine Sauerstoffübersättigung von ca. 50 % sowie pH-Werte bis zu 9,5. Auffallend hoch waren die Aluminiumkonzentrationen mit bis zu 90 μg/l. Die Algenbiomasse wurde im großen Meerauge mit 1268 mg/m³ bestimmt. Sie bestand zu 60 % aus Chlorophyceen, 36 % aus Cryptophyceen und nur 4 % aus Kieselalgen.

## Quelle
- Gerhild Deisinger, Wolfgang Honsig-Erlenburg, Krista Kanz, Norbert Schulz, Kurt Traer: Limnologische Untersuchungen dreier Bergtümpel auf der Saualpe (Kärnten, Österreich). In: Carinthia II. 178_98, 1988, S. 403–410 (zobodat.at [PDF]).